# Municipio de Albion (condado de Reno)
El municipio de Albion (en inglés: Albion Township) está ubicado en el condado de Reno, en el estado de Kansas (Estados Unidos).

## Geografía
El municipio de Albion se encuentra ubicado en las coordenadas 37°46′48″N 97°57′50″O / 37.78000, -97.96389. Según la Oficina del Censo de los Estados Unidos, en 2010 tenía una superficie total de 97,46 km², de la cual 97,33 (99,86%) correspondían a tierra firme y 0,13 (0,14%) a agua.

## Demografía
Según el censo de 2010, el municipio de Albion estaba habitado por 841 personas y su densidad de población era de 8,63 hab/km². Según su raza, el 96,79% de los habitantes eran blancos, el 0,12% negros o afroamericanos, el 0,24% amerindios o nativos de Alaska, el 0,12% asiáticos, y el 0,83% de otras razas. Además, el 1,9% pertenecían a dos o más razas y, del total de la población, el 3,09% eran hispanos o latinos de cualquier raza.